# Барон Мессі

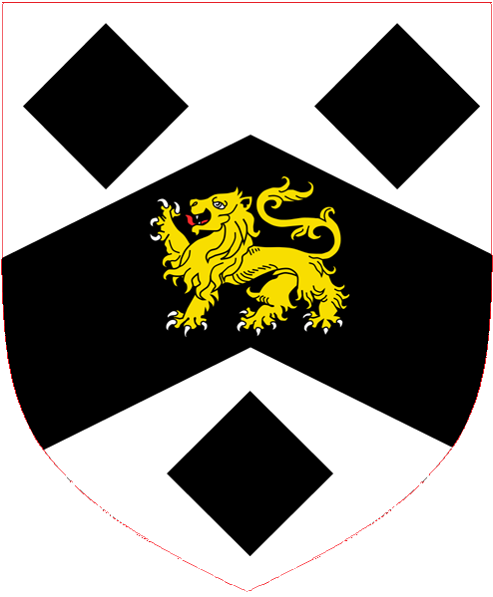
Герб баронів Мессі.

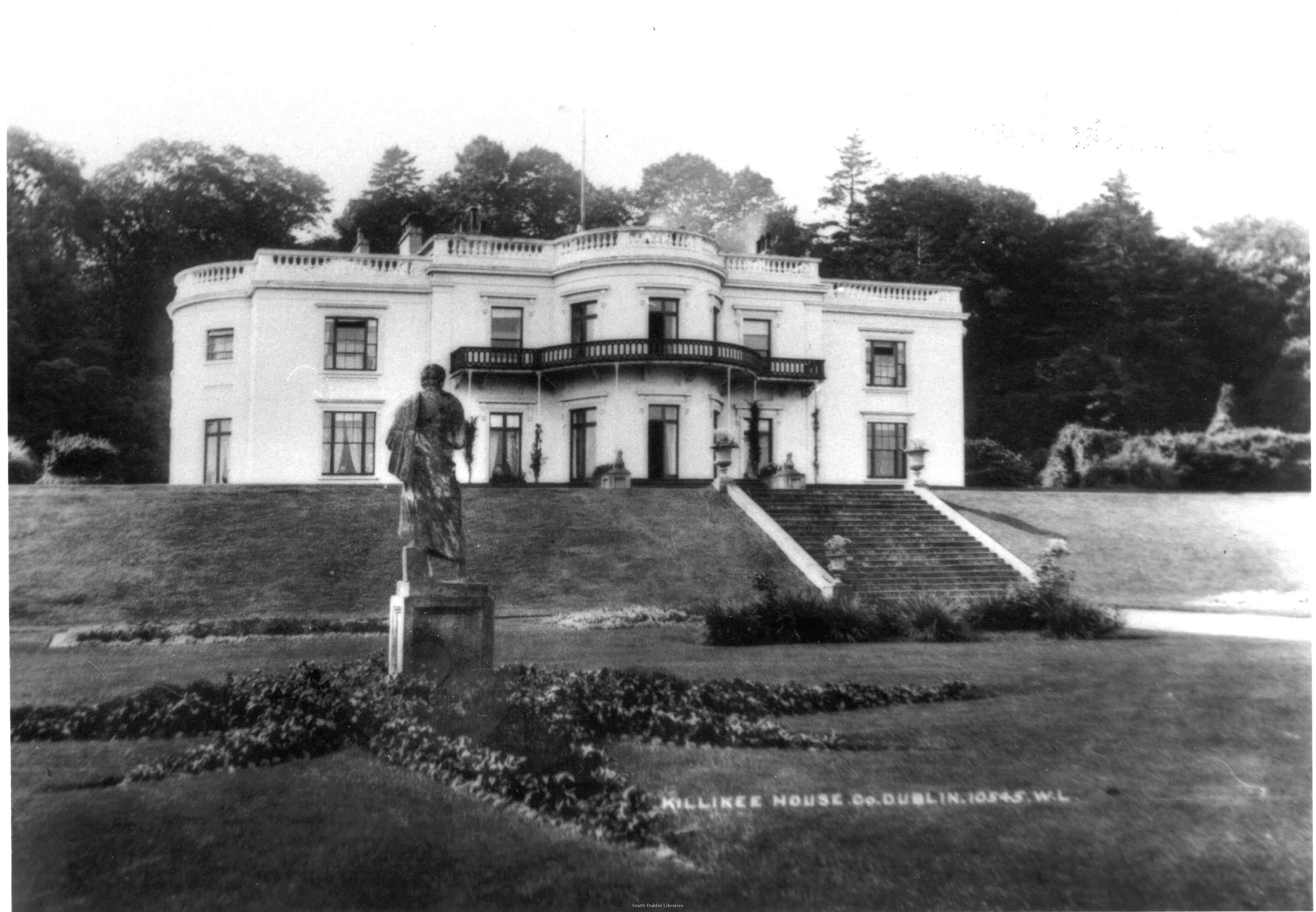
Кілакі-Хаус (графство Дублін) – резиденція баронів Мессі.

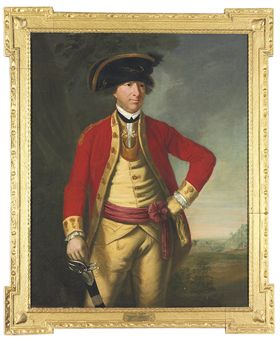
Ейр Мессі (1719 - 1804) – генерал, І барон Кларіна.

Барони Мессі (англ. - Baron Massy) – шляхетний титул в Ірландії, англо-ірландські аристократи, пери Ірландії, володіли землями в Дандріліг (графство Лімерік). 

## Історія баронів Мессі
Титул барна Мессі був створений 4 серпня 1776 року для Х’ю Мессі – депутата Палати Громад парламенту Ірландії від графства Лімерік. Х’ю Мессі – I барон Мессі був сином полковника Х’ю Мессі (в родині Мессі майже всіх старших синів називали Х’ю) та старшим братом Ейра Мессі – І барона Кларіна.  І барон Мессі одружився з Мері Доусон – дочкою полковника Джеймса Доусона. У цьому шлюбі в нього було четверо дітей. Вдруге він одружився з Ребеккою Данлап – дочкою Френсіса Данлапа з Антигуа. З нею він мав ще семеро дітей. Х’ю Мессі – І барон Мессі отримав посаду верховного шерифа графства Лімерік у 1739 році. Потім він був обраний депутатом ірландського парламенту палати громад від Лімеріка. Депутатом він був у 1759 – 1776 роках. Титул успадкував його син і став ІІ бароном Мессі. Він теж став депутатом парламенту Ірландії Палати Громад і представляв ту ж виборчу дільницю. Обраний був депутатом у 1776 році від Аскетона. У парламенті працював до 1783 року. Як і батько, він отримав посаду верховного шерифа Лімерика. Сталося це в 1765 році. Одружився з Кетрін Тейлор – дочкою полковника Едварда Тейлора та Енн Маунселл. Шлюб відбувся у вересні 1760 року. У них було восьмеро дітей. Його правнук був депутатом парламенту Об’єднаного Королівства Великої Британії та Ірландії Палати Лордів як представник Ірландії у 1876 – 1915 роках. Володів посадами шерифа Літрім (з 1863 року) та шерифа Лімерік (з 1873 року). Титул успадкував від свого старшого брата. Був одним з найбагатших землевласників Ірландії. Володів землями в графствах Лімерік, Літрім, Дублін, Тіпперері. Але під кінець життя розорився. Всі свої маєтки та резиденції продав. Він залишив після себе такі великі борги, що його родину в 1924 році виселили з їхнього дому. На сьогодні титулом барона Мессі володіє Х барон Мессі, що успадкував титул від свого батька в 1995 році. Ейр Мессі – І барон Кларін був молодшим братом І барона Мессі. Родинною резиденцією баронів Мессі був Кіллакі-Хаус, що стояв недалеко від Ратфарнгема (графство Дублін). Цей будинок знесли в 1941 році. Маєток Кіллакі відомий у народі як Ліс лорда Мессі. Зараз цей маєток вважається пам’яткою історії та культури Ірландії. Іншою резиденцією баронів Мессі був Гермітейдж-Хаус в Кастлконнеллі (графство Лімерік). Цей будинок був спалений у червні 1920 року під час війни за незалежність Ірландії. А в 1970 році руїни цього будинку були знесені.

## Династія баронів Мессі
- Х’ю Мессі (1700 – 1788) – I барон Мессі
- Х’ю Мессі (1733 – 1790) – II барон Мессі
- Х’ю Мессі (1761 – 1812) – III барон Мессі
- Х’ю Хамон Мессі (1793 – 1836) – IV барон Мессі
- Х’ю Хамон Інгольдсбі Мессі (1827 – 1874) – V барон Мессі
- Джон Томас Вільям Мессі (1835 – 1915) – VI барон Мессі
- Х’ю Сомерсет Джон Мессі (1864 – 1926) – VII барон Мессі
- Х’ю Хамон Чарльз Джордж Мессі (1894 – 1958) – VIII барон Мессі
- Х’ю Хамон Джон Сомерсет Мессі (1921 – 1995) – IX барон Мессі
- Девід Хармон Сомерсет Мессі (нар. 1947) – X барон Мессі

Спадкоємцем титулу є брат нинішнього власника титулу Джон Х’ю Сомерсет Мессі (нар. 1950). Його спадкоємцем є його син Люк Джон Сомерсет Мессі (нар. 1984). 